# Győri Nemzeti Színház

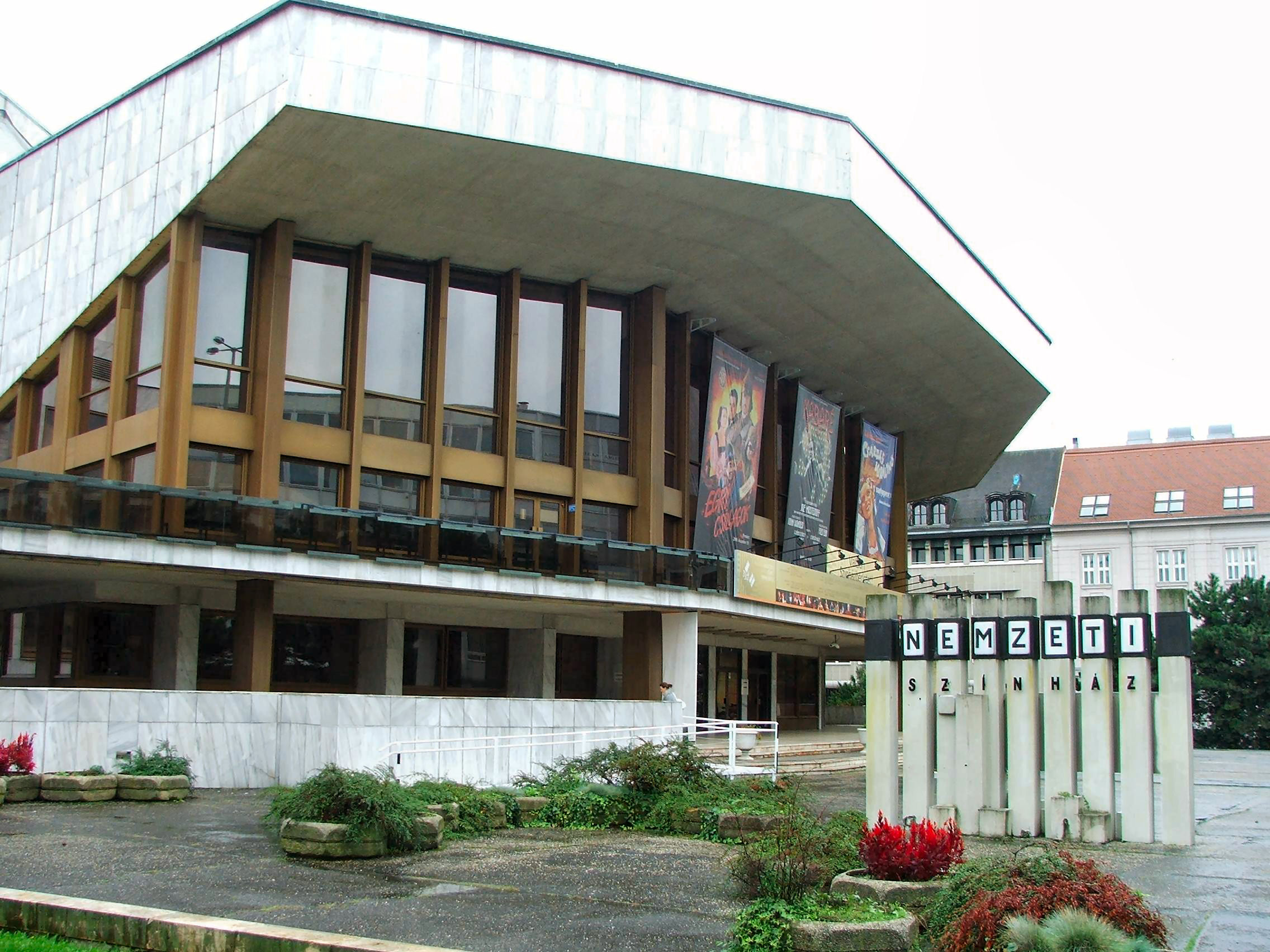
A bejárat 2010-ben

A Győri Nemzeti Színház egy színház Győr belvárosában. Az első győri kőszínházat 1789-ben építtette fel Reinpacher József kávés a mai Radó-szigeten. Az új színház építését 1973-ban kezdték el és 1978. november 2-án avatták fel. A színház Kisfaludy Károly nevét viselte. 1992. január 1-jétől az intézmény felvette a Győri Nemzeti Színház nevet. Igazgatója 2021 óta Bakos-Kiss Gábor, megbízatása 2028-ig tart.

## Győr színészetének vázlatos története
A városban az színjátszás első nyomait a jezsuiták iskolájában találjuk. 1640-ben Ignatius Victor címmel adták elő a növendékek a legrégebben ismert jezsuita iskoladrámát. A XVIII. század közepétől rendszeresek voltak az iskolai színi előadások a jezsuitáknál. Az iskolai színjátékok nyelve latin volt, de elvétve előadtak voltak magyar vagy magyarra fordított előadásokat is. A német nyelvű színjátszás is ekkoriban indult el Győrben, az erre vonatkozó első biztos adat 1742-ből származik. A színészek a Fehér bárány fogadó nagytermében játszottak, majd a jezsuita rend feloszlatása után a kollégium refektóriumát (ebédlőjét) alakították színházzá. 1768-ban Berner Félix színigazgató társulata már állandó jellegű, fából épült színházban játszik, természetesen csak a nyári időszakban. 1798-ban Reinpacher József kőszínházat épít Győrszigetre (mai Radó-sziget). Ez az épület csak részben épült kőből, az előcsarnok fából készült. Ez az épület adott a otthont a német, majd magyar színészeknek 130 éven keresztül. Ezt 1927-ben bontották le.
Napóleon katonáinak győri bevonulása alkalmából a német színház francia nyelvű plakátot nyomtat. A németek műsorának zömét a látványos és romantikus vegyes színművek töltötték ki.
Műsorukban megtalálhatóak voltak Shakespeare, Molière, Schiller művei, valamint számos operaelőadás is. Ezekkel az eladásokkal a kezdeti magyar színjátszás még sokáig nem tudta felvenni a versenyt. A magyar nyelvű színjátszás Balogh István és Benke József vezetésével kezdett erősödni. Ők a pesti rondellai társaságból toborzott színészek voltak. Megegyezve Kuntz Kristóf német bérfőigazgatóval néhány magyar előadást tartottak. 1818. január végéig Balogh István színtársulata összesen 46 előadást tartott. Utána Kilényi Dávid színtársulata 1820 tavaszán jutott el ide. A társulat tagjai között volt Déryné Széppataki Róza is Emlékezéseiben (naplójában) így ír az akkori győri színházi viszonyokról.
„Mindenütt nagy tetszéssel fogadták a társaságot kivált Nagy Győrben, igen szerették az operákat. Már ott akkor igen értelmes, műértő publikum járta a színházat. Operáink jól betanulva, s nagyon összevágólag precisióval adattak.”
Kilényiék társulata, bár Déryné nélkül, ezután gyakran felkeresi a várost. Itt játszanak 1824–25-ben, 1836-ban, majd 1847–1848-ban. Kilényi megbízható társaságot szervezett, Déryné helyett húga, Széppataki Johanna, később Kilényi felesége, nem pótolhatta a nagy színésznő helyét. Ruzitska: Béla futását, az első ismert zenéjű és szövegű magyar operát 1824. november 30-án játszották 3 évvel a kolozsvári ősbemutató után.

## Társulat (2024/2025)

### Művészeti és ügyvezetés
- Igazgató: Bakos-Kiss Gábor
- Igazgatóhelyettes: Nagy Tímea
- Művészeti vezető: Zakariás Zalán
- Zeneigazgató: Silló István
- Tánckarvezető-koreográfus: Fekete Miklós
- Művészeti tanács: Bede-Fazekas Csaba, Bereczki Ágota, Nagy Balázs, Silló István, Zakariás Zalán

### Színészek
- Agócs Judit
- Bede-Fazekas Csaba
- Bende Ildikó
- Bródy Norbert
- Csankó Zoltán
- Fehér Ákos
- Fejszés Attila
- Hajdu Tibor
- Jáger András
- Janisch Éva
- Koppány Zoltán
- Kolnai Kovács Gergely
- Kszel Attila
- Maszlay István
- Mézes Violetta
- Mihályi Orsolya
- Móczár Bence
- Molnár Ágnes
- Molnár Erik
- Mózes Anita
- Nagy Balázs
- Pörneczi Attila
- Posonyi Takács László
- Rupnik Károly
- Sárközi József
- Sík Frida
- Szina Kinga
- Török András
- Ungvári István
- Vincze Gábor Péter

### Magánénekesek
- Bellai Eszter
- Hagen Orsolya
- Lázin Beatrix
- Schwimmer János
- Takács Zoltán

### Egyetemi hallgatók
- Buvári Lilla
- Földi Csenge
- Gyimesi Ádám
- Gyöngyössy Csenge
- Kalivoda Imre
- Kelemen Márk
- Kovács Anna Boglárka
- Ladács Fanni
- Maczky-Kő Bálint
- Rajnai Lázár
- Szentiványi Nikolett

## A színház igazgatói
- Gáti György (1952–1958)
- Várady György (1963–1975)
- Cserhalmi Imre (1975–1980)
- Vass Károly (1980–1981)
- Pétervári István (1981–1983)
- Bor József (1983–1992)
- Korcsmáros György (1992–2007)
- Nagy Viktor (2008–2011)
- Forgács Péter (2007–2008, 2011–2021)[2]
- Bakos-Kiss Gábor (2021–)[2]

## Bemutatók
| Évad      | Szerző                                                             | Darab                                    | Műfaj                                                       | Rendező                              | Helyszín            |
| --------- | ------------------------------------------------------------------ | ---------------------------------------- | ----------------------------------------------------------- | ------------------------------------ | ------------------- |
| 2004/2005 | Ray Cooney                                                         | A miniszter félrelép                     | bohózat                                                     | Tordy Géza                           |                     |
| 2004/2005 | Böhm György                                                        | Otello Gyulaházán                        | zenés bohózat                                               | Korcsmáros György                    |                     |
| 2004/2005 | Michael Tremblay                                                   | Sógornők                                 | színmű                                                      | Szűcs Gábor                          |                     |
| 2004/2005 | Bernard Shaw                                                       | Szent Johanna                            | történelmi színmű                                           | Ács János                            |                     |
| 2004/2005 | Némethy Attila                                                     | Operától operáig                         |                                                             | Bor József                           |                     |
| 2004/2005 | Michel Schönberg                                                   | Miss Saigon                              | musical                                                     | Korcsmáros György                    |                     |
| 2004/2005 | Kszel Attila                                                       | Robin Hood                               | zenés vígjáték                                              | Kszel Attila                         |                     |
| 2004/2005 | Szakonyi Károly                                                    | Adáshiba                                 | vígjáték                                                    | Forgács Péter                        |                     |
| 2004/2005 | Kiss Csaba                                                         | Hazatérés Dániába                        | tragédia                                                    | Kiss Csaba                           |                     |
| 2005/2006 | Tenessee Williams                                                  | Macska a forró bádogtetőn                | dráma                                                       | Illés István                         |                     |
| 2005/2006 | Zágon István                                                       | Hyppolit, a lakáj                        | zenés vígjáték                                              | Bujtor István                        |                     |
| 2005/2006 | Kszel Attila                                                       | La Fontaine, avagy a csodák éjszakája    | zenés játék                                                 | Kszel Attila                         |                     |
| 2005/2006 | Németh Zoltán                                                      | A vöröslámpás ház                        | zenés játék                                                 | Forgács Péter                        |                     |
| 2005/2006 | Valentin Katajev                                                   | Bolond vasárnap                          | bohózat                                                     | Korcsmáros György                    |                     |
| 2005/2006 | William Shakespeare                                                | Lear király                              | dráma                                                       | Ács János                            |                     |
| 2005/2006 | Franco Alfano                                                      | Turandot                                 | opera                                                       | Korcsmáros György                    |                     |
| 2005/2006 | Tom Snow                                                           | Rongyláb                                 | musical                                                     | Böhm György                          |                     |
| 2005/2006 | Arthur Miller                                                      | Pillantás a hídról                       | dráma                                                       | Szűcs Gábor                          |                     |
| 2005/2006 | Molnár Ferenc                                                      | A hattyú                                 | vígjáték                                                    | Korcsmáros György                    |                     |
| 2005/2006 | Fényes Szabolcs                                                    | Maya                                     | operett                                                     | Bor József                           |                     |
| 2006/2007 | James Maxwell                                                      | Büszkeség és balítélet                   | dráma                                                       | Korcsmáros György                    | Nagyszínház         |
| 2006/2007 | Vajda Katalin                                                      | Anconai szerelmesek                      | musical                                                     | Korcsmáros György, Forgács Péter     | Nagyszínház         |
| 2006/2007 | Friedrich Schiller                                                 | Ármány és szerelem                       | dráma                                                       | Ács János                            | Nagyszínház         |
| 2006/2007 | Erkel Ferenc                                                       | Bánk bán                                 | opera                                                       | Bor József                           | Nagyszínház         |
| 2006/2007 | Kander - Fosse - Ebb                                               | Chicago                                  | musical                                                     | Korcsmáros György                    | Nagyszínház         |
| 2006/2007 | Nagy András                                                        | Nana                                     | színmű                                                      | Korcsmáros György                    | Nagyszínház         |
| 2006/2007 | Harry Gibson                                                       | Vonatles                                 | színmű                                                      | Kszel Attila                         | Kisfaludy Terem     |
| 2006/2007 | Henrik Ibsen                                                       | Nóra                                     | dráma                                                       | Szántó Erika                         | Kisfaludy Terem     |
| 2006/2007 | Reginald Rose                                                      | Tizenkét dühös ember                     | dráma                                                       | Szűcs Gábor                          | Kisfaludy Terem     |
| 2007/2008 | Molnár Ferenc                                                      | Az üvegcipő                              | vígjáték                                                    | Ács János                            | Nagyszínház         |
| 2007/2008 | Dés – Geszti – Békés                                               | A dzsungel könyve                        | musical                                                     | Forgács Péter                        | Nagyszínház         |
| 2007/2008 | Sárosi István                                                      | Rákfene                                  | komédia                                                     | Balikó Tamás                         | Nagyszínház         |
| 2007/2008 | Mascagni                                                           | Parasztbecsület                          | opera                                                       | Káel Csaba                           | Nagyszínház         |
| 2007/2008 | Leoncavallo                                                        | Bajazzók                                 | opera                                                       | Káel Csaba                           | Nagyszínház         |
| 2007/2008 | Shakespeare                                                        | Szentivánéji álom                        | színjáték                                                   | Máté Richárd                         | Nagyszínház         |
| 2007/2008 | Fenyő Miklós – Tasnádi István                                      | Made in Hungária                         | zenés játék                                                 | Forgács Péter                        | Nagyszínház         |
| 2007/2008 | Kálmán Imre                                                        | Marica grófnő                            | operett                                                     | Szűcs Gábor                          | Nagyszínház         |
| 2007/2008 | Egressy Zoltán                                                     | Portugál                                 | tragikomédia                                                | Forgács Péter                        | Kisfaludy Terem     |
| 2007/2008 | Pozsgai Zsolt                                                      | Razzia, avagy valaki megölte Lopez-Dialt | bűnügyi játék                                               | Őze Áron                             | Kisfaludy Terem     |
| 2008/2009 | Jean Poiret                                                        | Őrült nők ketrece                        | zenés komédia                                               | Ács János                            | Nagyszínház         |
| 2008/2009 | Andrew Lloyd Webber – Tim Rice                                     | Evita                                    | musical                                                     | Molnár László                        | Nagyszínház         |
| 2008/2009 | Bernard Shaw                                                       | Pygmalion                                | színmű                                                      | Funtek Frigyes                       | Nagyszínház         |
| 2008/2009 | Tolcsvay László – Müller Péter – Müller Péter Sziámi               | Isten pénze                              | musical                                                     | Nagy Viktor                          | Nagyszínház         |
| 2008/2009 | Carlo Collodi – Litvai Nelli                                       | Pinokkio                                 | mesejáték                                                   | Szerednyey Béla                      | Nagyszínház         |
| 2008/2009 | Erkel Ferenc                                                       | Hunyadi László                           | opera                                                       | Káel Csaba                           | Nagyszínház         |
| 2008/2009 | Spiró György                                                       | Koccanás                                 | komédia                                                     | Forgács Péter                        | Nagyszínház         |
| 2008/2009 | Szép Ernő                                                          | Lila akác                                | szerelmes história                                          | Guelmino Sándor                      | Kisfaludy Terem     |
| 2008/2009 | Edward Albee                                                       | Nem félünk a farkastól                   | dráma                                                       | Ács János                            | Kisfaludy Terem     |
| 2009/2010 | Kálmán Imre                                                        | Csárdáskirálynő                          | operett                                                     | Nagy Viktor                          | Nagyszínház         |
| 2009/2010 | Sütő András                                                        | Egy lócsiszár virágvasárnapja            | színmű                                                      | Ács János                            | Nagyszínház         |
| 2009/2010 | Rideg Sándor                                                       | Indul a bakterház                        | vígjáték                                                    | Bereményi Géza                       | Nagyszínház         |
| 2009/2010 | Várkonyi Mátyás – Béres Attila                                     | Egri csillagok                           | musical                                                     | Nagy Viktor                          | Nagyszínház         |
| 2009/2010 | Michael Frayn                                                      | Függöny fel!                             | komédia                                                     | Funtek Frigyes                       | Nagyszínház         |
| 2009/2010 | Offenbach                                                          | Hoffmann meséi                           | opera                                                       | Nagy Viktor                          | Nagyszínház         |
| 2009/2010 | John Kander – Fred Ebb – Joe Masteroff                             | Kabaré                                   | musical                                                     | Nagy Viktor                          | Nagyszínház         |
| 2009/2010 | Egressy Zoltán                                                     | Kék, kék, kék                            | tragikomédia – BBMMK                                        | Forgács Péter                        | Nagyszínház         |
| 2009/2010 | Eugéne Ionescou                                                    | Rinocérosz                               | dráma                                                       | Funtek Frigyes                       | Kisfaludy Terem     |
| 2009/2010 | Szigethy Gábor                                                     | Pikáns Zsoltár                           | színjáték                                                   | Szigethy Gábor                       | Kisfaludy Terem     |
| 2010/2011 | Mihail Bulgakov                                                    | Moliére, avagy álszentek összeesküvése   | színmű                                                      | Funtek Frigyes                       | Nagyszínház         |
| 2010/2011 | Dobozy Imre – Korognai Károly                                      | A tizedes meg a többiek                  | komédia                                                     | Forgács Péter                        | Nagyszínház         |
| 2010/2011 | Jonathan Larson                                                    | Rent                                     | rockopera                                                   | Nagy Viktor                          | Nagyszínház         |
| 2010/2011 | Tolcsvay László – Müller Péter – Müller Péter Sziámi               | Mária evangéliuma                        | rockopera                                                   | Nagy Viktor                          | Nagyszínház         |
| 2010/2011 | Shakespeare                                                        | Hamlet                                   | tragédia                                                    | Ács János                            | Nagyszínház         |
| 2010/2011 | W. A. Mozart                                                       | Don Giovanni – Egy év Mozart             | opera                                                       | Szalma Dorottya                      | Nagyszínház         |
| 2010/2011 | Eisemann Mihály – Zágon István – Somogyi Gyula                     | Fekete Péter                             | zenés játék                                                 | Puskás Tamás                         | Nagyszínház         |
| 2010/2011 | Barabás Tibor – Gádor Béla – Kerekes János – Darvas Szilárd        | Állami Áruház                            | retro-operett                                               | Horváth Péter                        | Nagyszínház         |
| 2010/2011 | Vörösmarty Mihály                                                  | Csongor és Tünde                         | drámai költemény                                            | Szigethy Gábor                       | Kisfaludy Terem     |
| 2010/2011 | Csukás István – Darvas Ferenc                                      | Ágacska                                  | zenés mesejáték                                             | Szikra József                        | Kisfaludy Terem     |
| 2010/2011 | Peter Shaffer                                                      | Equus                                    | dráma                                                       | Funtek Frigyes                       | Kisfaludy Terem     |
| 2011/2012 | Nan Knighton – Frank Wildhorn                                      | A Vörös Pimpernel                        | musical                                                     | Molnár László                        | Nagyszínház         |
| 2011/2012 | Szomory Dezső                                                      | Györgyike drága gyermek                  | színmű                                                      | Ács János                            | Nagyszínház         |
| 2011/2012 | Neil Simon                                                         | Pletyka                                  | bohózat                                                     | Balázs Péter                         | Nagyszínház         |
| 2011/2012 | Háy János                                                          | A Gézagyerek                             | színjáték                                                   | Forgács Péter                        | Nagyszínház         |
| 2011/2012 | Bizet                                                              | Carmen                                   | opera                                                       | Káel Csaba                           | Nagyszínház         |
| 2011/2012 | Fenyő Miklós – Tasnádi István                                      | Aranycsapat                              | musical                                                     | Méhes László                         | Nagyszínház         |
| 2011/2012 | Paul Pörtner                                                       | Hajmeresztő                              | krimi-komédia                                               | Görög László                         | Kisfaludy Terem     |
| 2011/2012 | Kszel Attila                                                       | Al Addin                                 | színmű                                                      | Kszel Attila                         | Kisfaludy Terem     |
| 2011/2012 | Örkény István                                                      | Tóték                                    | tragikomédia                                                | Funtek Frigyes                       | Kisfaludy Terem     |
| 2012/2013 | Bródy Sándor                                                       | A tanítónő                               | színmű                                                      | Ács János                            | Nagyszínház         |
| 2012/2013 | Frank Wildhorn – Leslie Bricusse – Venyige Sándor – Valla Attila   | Jekyll&Hyde                              | musical                                                     | Molnár László                        | Nagyszínház         |
| 2012/2013 | Victor Hugo                                                        | A nevető ember                           | dráma                                                       | Forgács Péter                        | Nagyszínház         |
| 2012/2013 | Tasnádi István                                                     | Finito                                   | komédia                                                     | Forgács Péter                        | Nagyszínház         |
| 2012/2013 |                                                                    | Hétre ma várom a Győri Nemzetinél        |                                                             | Forgács Péter                        | Nagyszínház         |
| 2012/2013 | Kacsóh Pongrác – Heltai Jenő – Bakonyi Károly                      | János vitéz                              | daljáték                                                    | Szűcs Gábor                          | Nagyszínház         |
| 2012/2013 | Márton Gyula                                                       | Csinibaba                                | zenés visszarévedés a '60-as évekbe                         | Kszel Attila                         | Nagyszínház         |
| 2012/2013 | Dan Goggin                                                         | Apácák                                   | musical                                                     | Molnár László                        | Kisfaludy Terem     |
| 2012/2013 | Molnár Ferenc                                                      | A testőr                                 | vígjáték                                                    | Guelmino Sándor                      | Kisfaludy Terem     |
| 2012/2013 | Kszel Attila                                                       | Hetedhét – Mesék a Kék Bolygóról         |                                                             | Kszel Attila                         | Kisfaludy Terem     |
| 2013/2014 | Arthur Miller                                                      | Salemi boszorkányok                      | dráma                                                       | Bagó Bertalan                        | Nagyszínház         |
| 2013/2014 | Benny Andersson – Björn Ulvaeus – Tim Rice                         | Sakk                                     | musical                                                     | Forgács Péter                        | Nagyszínház         |
| 2013/2014 | László Miklós                                                      | Illatszertár                             | színmű                                                      | Szűcs Gábor                          | Nagyszínház         |
| 2013/2014 | Giuseppe Verdi                                                     | Rigoletto                                | opera                                                       | Forgács Péter                        | Nagyszínház         |
| 2013/2014 | Móricz Zsigmond                                                    | Úri muri                                 | zenés színmű                                                | Bezerédi Zoltán                      | Nagyszínház         |
| 2013/2014 | Bakonyi Károly – Szirmai Albert – Gábor Andor                      | Mágnás Miska                             | operett                                                     | Molnár László                        | Nagyszínház         |
| 2013/2014 | Martin McDonagh                                                    | A kripli                                 | színmű                                                      | Balikó Tamás                         | Kisfaludy Terem     |
| 2013/2014 | Bolba Tamás – Szente Vajk – Galambos Attila                        | Csoportterápia                           | mjuzikelkámedi                                              | Simon Kornél                         | Kisfaludy Terem     |
| 2013/2014 | Kszel Attila                                                       | A walesi lakoma (ősbemutató)             | színmű                                                      | Kszel Attila                         | Kisfaludy Terem     |
| 2014/2015 | Shakespeare                                                        | A windsori víg nők                       | vígjáték                                                    | Valló Péter                          | Nagyszínház         |
| 2014/2015 | Egressy Zoltán                                                     | Június                                   | színmű                                                      | Forgács Péter                        | Nagyszínház         |
| 2014/2015 | Tim Rice – Andrew Lloyd Webber                                     | Jézus Krisztus szupersztár               | musical                                                     | Forgács Péter                        | Nagyszínház         |
| 2014/2015 | Gogol                                                              | A revizor                                | komédia                                                     | Bagó Bertalan                        | Nagyszínház         |
| 2014/2015 | W. A. Mozart                                                       | A varázsfuvola                           | opera                                                       | Szűcs Gábor                          | Nagyszínház         |
| 2014/2015 | Giulio Scarnacci – Renzo Tarabusi                                  | Kaviár és lencse                         | vígjáték                                                    | Szurdi Miklós                        | Nagyszínház         |
| 2014/2015 | Beaumarchais                                                       | Figaro házassága                         | színmű                                                      | Erdeős Anna                          | Kisfaludy Terem     |
| 2014/2015 | Kosztolányi Dezső – Harag György                                   | Édes Anna                                | színmű                                                      | Csiszár Imre                         | Kisfaludy Terem     |
| 2014/2015 | Kszel Attila                                                       | A walesi lakoma                          | színmű                                                      | Kszel Attila                         | Kisfaludy Terem     |
| 2014/2015 | Csepregi – Ahlfors – Verne                                         | 80 nap alatt a Föld körül                | színpadi játék                                              | Kszel Attila                         | Kisfaludy Terem     |
| 2014/2015 | Petőfi Sándor                                                      | A helység kalapácsa                      | zenés költemény                                             | Simon Kornél                         | Kisfaludy Terem     |
| 2015/2016 | Shakespeare                                                        | Vízkereszt, vagy bánom is én             | vígjáték                                                    | Valló Péter                          | Nagyszínház         |
| 2015/2016 | Lev Tolsztoj                                                       | Anna Karenina                            | dráma                                                       | Csiszár Imre                         | Nagyszínház         |
| 2015/2016 | Richard Rodgers – Oscar Hammerstein II                             | A muzsika hangja                         | musical                                                     | Szűcs Gábor                          | Nagyszínház         |
| 2015/2016 | Kodály Zoltán                                                      | Háry János                               | daljáték                                                    | Kerényi Mihály                       | Nagyszínház         |
| 2015/2016 | Ilja Ilf – Jevgenyij Petrov                                        | Tizenkét szék                            | komédia                                                     | Bagó Bertalan                        | Nagyszínház         |
| 2015/2016 |                                                                    | Beatles.hu                               | zenés ámokfutás                                             | Forgács Péter, Kovács Gergely Csanád | Nagyszínház         |
| 2015/2016 | Ken Ludwig                                                         | Primadonnák                              | bohózat                                                     | Simon Kornél                         | Kisfaludy Terem     |
| 2015/2016 | Egressy Zoltán                                                     | 4x100                                    | tragikomédia                                                | Simon Kornél                         | Kisfaludy Terem     |
| 2015/2016 | Kszel Attila                                                       | Az ember komédiája                       | vígjáték                                                    | Kszel Attila                         | Kisfaludy Terem     |
| 2015/2016 | Kszel Attila                                                       | A császár keze                           | színmű                                                      | Kszel Attila                         | Kisfaludy Terem     |
| 2015/2016 | Lewis Carroll – Erdeős Anna – Szemenyei János                      | Alice Csodaországban                     | zenés mesejáték                                             | Erdeős Anna                          | Kisfaludy Terem     |
| 2016/2017 | Alekszandr Nyikolajevics Osztrovszkij                              | Farkasok és bárányok                     | vígjáték                                                    | Valló Péter                          | Nagyszínház         |
| 2016/2017 | Tracy Letts                                                        | Augusztus Oklahomában                    | dráma                                                       | Bagó Bertalan                        | Nagyszínház         |
| 2016/2017 | Michael Weller – Michael Korie – Amy Powers – Lucy Simon           | Doktor Zsivágó                           | musical                                                     | Forgács Péter                        | Nagyszínház         |
| 2016/2017 | Giuseppe Verdi – Francesco Maria Piave                             | Traviata                                 | opera                                                       | Szűcs Gábor                          | Nagyszínház         |
| 2016/2017 | Egressy Zoltán                                                     | Édes életek                              | tragikomédia                                                | Forgács Péter                        | Nagyszínház         |
| 2016/2017 | Ábrahám Pál – Fritz Löhner-Beda – Alfred Grünwald                  | Bál a Savoyban                           | operett                                                     | Somogyi Szilárd                      | Nagyszínház         |
| 2016/2017 | Woody Allen                                                        | Semmi pánik!                             | bohózat                                                     | Simon Kornél                         | Kisfaludy Terem     |
| 2016/2017 | Schwajda György                                                    | Csoda                                    | tragikomédia                                                | Tasnádi Csaba                        | Kisfaludy Terem     |
| 2016/2017 | Molnár Ferenc                                                      | A Pál utcai fiúk                         | színmű                                                      | Kszel Attila                         | Kisfaludy Terem     |
| 2016/2017 | Békés Pál – Várkonyi Mátyás                                        | Félőlény                                 | zenés mesejáték                                             | Háda János                           | Kisfaludy Terem     |
| 2016/2017 | Kszel Attila                                                       | Arany                                    | színmű                                                      | Kszel Attila                         | Kisfaludy Terem     |
| 2017/2018 | Makszim Gorkij                                                     | Éjjeli menedékhely                       | dráma                                                       | Valló Péter                          | Nagyszínház         |
| 2017/2018 | William Shakespeare                                                | Makrancos Kata                           | vígjáték                                                    | Bagó Bertalan                        | Nagyszínház         |
| 2017/2018 | Szabó Magda                                                        | Abigél                                   | színmű                                                      | Forgács Péter                        | Nagyszínház         |
| 2017/2018 | Georges Feydeau                                                    | Bolha a fülbe                            | vígjáték                                                    | Szűcs Gábor                          | Nagyszínház         |
| 2017/2018 | Szörényi Levente – Bródy János – Boldizsár Miklós                  | István, a király                         | rockopera                                                   | Forgács Péter, Kováts Gergely Csanád | Nagyszínház         |
| 2017/2018 | Presser Gábor – Sztevanovity Dusán – Horváth Péter                 | A padlás                                 | musical                                                     | Háda János                           | Kisfaludy Terem     |
| 2017/2018 | Agatha Christie                                                    | A vád tanúja                             | krimi                                                       | Simon Kornél                         | Kisfaludy Terem     |
| 2017/2018 | Kszel Attila                                                       | Szemben a nappal                         | mese                                                        | Kszel Attila                         | Kisfaludy Terem     |
| 2017/2018 | Ránki György                                                       | Pomádé király új ruhája                  | gyermekopera                                                | Gábor Sylvie                         | Kisfaludy Terem     |
| 2017/2018 | Kszel Attila                                                       | Koldus és királylány                     | mese                                                        | Kszel Attila                         | Kisfaludy Terem     |
| 2018/2019 | Mikszáth Kámán – Závada Pál                                        | Különös házasság                         | színmű                                                      | Valló Péter                          | Nagyszínház         |
| 2018/2019 | Anton Pavlovics Csehov                                             | Sirály                                   | dráma                                                       | Bagó Bertalan                        | Nagyszínház         |
| 2018/2019 | Fenyő Miklós – Egressy Zoltán                                      | Aréna                                    | musical                                                     | Forgács Péter                        | Nagyszínház         |
| 2018/2019 | Wolfgang Amadeus Mozart                                            | Figaro házassága                         | vígopera                                                    | Szabó Máté                           | Nagyszínház         |
| 2018/2019 | John Steinbeck                                                     | Egerek és emberek                        | dráma                                                       | Szűcs Gábor                          | Nagyszínház         |
| 2018/2019 | Huszka Jenő – Bakonyi Károly – Martos Ferenc                       | Bob herceg                               | operett                                                     | Radó Denise                          | Nagyszínház         |
| 2018/2019 | Carlo Goldoni                                                      | Két úr szolgája                          | vígjáték                                                    | Funtek Frigyes                       | Kisfaludy Terem     |
| 2018/2019 | Heltai Jenő                                                        | A tündérlaki lányok                      | színmű                                                      | Forgács Péter                        | Kisfaludy Terem     |
| 2018/2019 | Kszel Attila                                                       | Mágusok és varázslók                     | színmű                                                      | Kszel Attila                         | Kisfaludy Terem     |
| 2018/2019 | Kszel Attila – Szücs Péter Pál                                     | Ludas Matyi jr.                          | zenés színmű                                                | Kszel Attila                         | Kisfaludy Terem     |
| 2018/2019 | Antoine de Saint-Exupéry                                           | A kis herceg                             |                                                             | Simon Kornél                         | Kisfaludy Terem     |
| 2019/2020 | Tasnádi István                                                     | Szibériai csárdás                        | zenés romantikus játék                                      | Tasnádi Csaba                        | Nagyszínház         |
| 2019/2020 | Szabó Magda                                                        | Régimódi történet                        | családtörténet                                              | Bagó Bertalan                        | Nagyszínház         |
| 2019/2020 | Lévay Szilveszter – Michael Kunze                                  | Elisabeth                                | musical                                                     | Forgács Péter                        | Nagyszínház         |
| 2019/2020 | Wolfgang Amadeus Mozart                                            | Szöktetés a szerájból                    | opera                                                       | Juronics Tamás                       | Nagyszínház         |
| 2019/2020 | Carlo Goldoni                                                      | Chioggiai csetepaté                      | vígjáték                                                    | Szűcs Gábor                          | Nagyszínház         |
| 2019/2020 | David Seidler                                                      | A király beszéde                         | dráma                                                       | Funtek Frigyes                       | Kisfaludy Terem     |
| 2019/2020 | Agatha Christie                                                    | Váratlan vendég                          | krimi                                                       | Forgács Péter                        | Kisfaludy Terem     |
| 2019/2020 | Kszel Attila – Szücs Péter Pál                                     | La Fontaine, avagy a csodák éjszakája    | zenés színmű                                                | Kszel Attila                         | Kisfaludy Terem     |
| 2019/2020 | Kszel Attila                                                       | Róma réme                                | zenés színmű                                                | Kszel Attila                         | Kisfaludy Terem     |
| 2019/2020 | Szilágyi Andor                                                     | Leánder és Lenszirom                     | mese                                                        | Gábor Sylvie                         | Kisfaludy Terem     |
| 2020/2021 | Jávori Ferenc „Fegya” – Miklós Tibor – Böhm György – Kállai István | Menyasszonytánc                          | musical                                                     | Forgács Péter                        | Nagyszínház         |
| 2020/2021 | Szigligeti Ede                                                     | Liliomfi                                 | vígjáték                                                    | Szűcs Gábor                          | Nagyszínház         |
| 2020/2021 | Ken Ludwig                                                         | A hőstenor                               | bohózat                                                     | Tasnádi Csaba                        | Kisfaludy Terem     |
| 2020/2021 | Mark Twain                                                         | Tom Sawyer kalandjai                     | ifjúsági színjáték                                          | Hegedűs Ildikó                       | Kisfaludy Terem     |
| 2020/2021 | Kszel Attila                                                       | Robinson meg a többiek                   | zenés vígjáték                                              | Kszel Attila                         | Kisfaludy Terem     |
| 2021/2022 | Carlo Goldoni                                                      | Mirandolina                              | vígjáték                                                    | Vladimir Anton                       | Nagyszínház         |
| 2021/2022 | Marc Norman – Tom Stoppard – Lee Hall                              | Szerelmes Shakespeare                    | romantikus vígjáték                                         | Bagó Bertalan                        | Nagyszínház         |
| 2021/2022 | Szente Vajk – Galambos Attila – Juhász Levente                     | Puskás, a musical                        | musical                                                     | Szente Vajk                          | Nagyszínház         |
| 2021/2022 | Erkel Ferenc – Egressy Béni                                        | Bánk bán                                 | opera                                                       | Vidnyánszky Attila                   | Nagyszínház         |
| 2021/2022 | Ödön von Horváth                                                   | A végítélet napja                        | dráma                                                       | Zakariás Zalán                       | Nagyszínház         |
| 2021/2022 | Yasmina Reza                                                       | Az öldöklés istene                       | házaspárbaj egy részben                                     | Bakos-Kiss Gábor                     | Kisfaludy Terem     |
| 2021/2022 | Olt Tamás                                                          | Minden jegy elkelt                       | zenés életrajzi tragikomédia                                | Olt Tamás                            | Kisfaludy Terem     |
| 2021/2022 | Kszel Attila                                                       | Eleven népmesék                          | környezetvédelmi krimikomédia és édesbús családregény       | Kszel Attila                         | Kisfaludy Terem     |
| 2021/2022 | Lev Tolsztoj                                                       | Aranykulcsocska                          | faragatlan történet bábokkal, zenével, hat éven felülieknek | Márkó Eszter                         | Kisfaludy Terem     |
| 2021/2022 |                                                                    | Bohóckaland                              | tréfa 5-től 105 éves korig                                  | Dávid Attila Péter                   | Kisfaludy Terem     |
| 2022/2023 | Moliére                                                            | A képzelt beteg                          | vígjáték                                                    | Zakariás Zalán                       | Nagyszínház         |
| 2022/2023 | Tamási Áron                                                        | Énekes madár                             | romantikus játék                                            | Bakos-Kiss Gábor                     | Nagyszínház         |
| 2022/2023 | Lionel Bart                                                        | Oliver                                   | musical                                                     | Tóth Tünde                           | Nagyszínház         |
| 2022/2023 |                                                                    | Az asszony ingatag                       | Opera és operettgála                                        | Zakariás Zalán                       | Richter Terem       |
| 2022/2023 | Lehár Ferenc                                                       | A víg özvegy                             | operett                                                     | Szinetár Miklós                      | Nagyszínház         |
| 2022/2023 | Dan Gordon                                                         | Esőember                                 | dráma                                                       | Pekka Laasonen                       | Kisfaludy Terem     |
| 2022/2023 | Dér András                                                         | Mindenkinek mindene – Apor Vilmos        | életrajzi dráma                                             | Dér András                           | Vaskakas Bábszínház |
| 2022/2023 | Mark Twain                                                         | Tom Sawyer kalandjai                     |                                                             | Hegedűs Ildikó                       | Kisfaludy Terem     |
| 2022/2023 | Jean-Claude Morulevat                                              | Jakabak                                  |                                                             | Móczár Bence                         | Kisfaludy Terem     |
| 2022/2023 | Kszel Attila                                                       | Hanyistók                                |                                                             | Kszel Attila                         | Kisfaludy Terem     |
| 2022/2023 | August Strindberg                                                  | Erősebb                                  | dráma                                                       | Zakariás Zalán                       | Padlásszínház       |
| 2023/2024 | Petőfi - Bereczki - Kovács                                         | A helység kalapácsa                      | vígopera                                                    | Zakariás Zalán                       | Nagyszínház         |
| 2023/2024 | Friedrich Schiller                                                 | Ármány és szerelem                       | dráma                                                       | Vladimir Anton                       | Nagyszínház         |
| 2023/2024 | Dés - Nemes - Böhm - Korcsmáros - Horváth                          | Valahol Európában                        | musical                                                     | Bozsik Yvette                        | Nagyszínház         |
| 2023/2024 | Csiky Gergely                                                      | Buborékok                                | vígjáték                                                    | Bakos-Kiss Gábor                     | Nagyszínház         |
| 2023/2024 | Jeffrey Lane - David Yasbek                                        | A riviéra vadorzói                       | musical                                                     | Mészáros Tibor                       | Nagyszínház         |
| 2023/2024 | Szerb Antal                                                        | Képtelen királyság                       | zenés vígjáték                                              | Zakariás Zalán                       | Nagyszínház         |
| 2023/2024 | Ray Cooney                                                         | Pénz az égből                            | bohózat                                                     | Kis Domonkos Márk                    | Kisfaludy Terem     |
| 2023/2024 | Kormos István - Vas Judit Gigi                                     | A pincérfrakk utcai cicák                |                                                             | Szabó Sebestyén László               | Kisfaludy Terem     |
| 2023/2024 | Móczár Bence                                                       | EternalGames - A végtelen játékai        |                                                             | Móczár Bence                         | Kisfaludy Terem     |
| 2023/2024 | Kszel-Ferenczi-Németh-Szücs                                        | Tűzön-vízen át                           |                                                             | Kszel Attila                         | Kisfaludy Terem     |
| 2023/2024 | Slawomir Mrozek                                                    | Strip-Tease                              |                                                             | Zakariás Zalán                       | Padlásszínház       |
| 2024/2025 | William Shakespeare                                                | Szentivánéji álom                        | vígjáték                                                    | Ilja Bocsarnikovsz                   | Nagyszínház         |
| 2024/2025 | Giacomo Puccini                                                    | Bohémélet                                | opera                                                       | Szikora János                        | Nagyszínház         |
| 2024/2025 | Andrew Lloyd Webber - Tim Rice                                     | Evita                                    | musical                                                     | Bakos-Kiss Gábor                     | Nagyszínház         |
| 2024/2025 | Georges Feydeau                                                    | A hülyéje                                | vígjáték                                                    | Pataki András                        | Nagyszínház         |
| 2024/2025 | Jókai Mór - Bereczki Ágota                                         | Egy magyar nábob                         | színmű                                                      | Zakariás Zalán                       | Nagyszínház         |
| 2024/2025 | Eisemann Mihály                                                    | Fiatalság bolondság                      | operett                                                     | Galambos Péter                       | Nagyszínház         |
| 2024/2025 | Aldo Nicolaj                                                       | Hárman a padon                           | színmű                                                      | Bakos-Kiss Gábor                     | Kisfaludy Terem     |
| 2024/2025 | Gaetano Donizetti                                                  | A csengő                                 | vígopera                                                    | Zakariás Zalán                       | Kisfaludy Terem     |
| 2024/2025 | Kszel Attila                                                       | Jókai                                    | ifjúsági színmű                                             | Kszel Attila                         | Kisfaludy Terem     |
| 2024/2025 | Rigó Béla                                                          | Boldog mese                              | mesejáték                                                   | Márkó Eszter                         | Kisfaludy Terem     |
| 2024/2025 | Szemenyei - Galambos - Heincz - Sándor                             | Szaffi                                   | családi musical                                             | Hajdu Tibor                          | Kisfaludy Terem     |
| 2024/2025 | William Shakespeare                                                | III. Richárd                             | monodráma                                                   | Zakariás Zalán                       | Padlásszínház       |
| 2024/2025 | Holczer Dávid                                                      | Balettláb                                |                                                             | Móczár Bence                         | Padlásszínház       |
| 2025/2026 | Choderlos de Laclos                                                | Veszedelmes viszonyok                    | zenés színházi játék                                        | Bakos-Kiss Gábor                     | Nagyszínház         |
| 2025/2026 | Kodály Zoltán                                                      | Székely fonó                             | daljáték                                                    | Keresztes Attila                     | Nagyszínház         |
| 2025/2026 | Wildhorn - Murphy                                                  | Rudolf                                   | musical                                                     | Bakos-Kiss Gábor                     | Nagyszínház         |
| 2025/2026 | Molnár Ferenc                                                      | Az üvegcipő                              | vígjáték                                                    | Kelemen József                       | Nagyszínház         |
| 2025/2026 | Gyárfás Miklós - Szabó Tamás                                       | Tanulmány a nőkről                       | musical                                                     | Kis Domonkos Márk                    | Nagyszínház         |
| 2025/2026 | Kálmán Imre                                                        | Marica grófnő                            | operett                                                     | Mészáros Tibor                       | Nagyszínház         |
| 2025/2026 | Móczár Bence                                                       | Mona                                     | tragikomédia                                                | Móczár Bence                         | Kisfaludy Terem     |
| 2025/2026 | Marc Camoletti                                                     | Boeing, Boeing - Leszállás Párizsban     | bohózat                                                     | Szabó Sebestyén László               | Kisfaludy Terem     |
| 2025/2026 | Kristóf Ágota                                                      | A nagy füzet                             | dráma                                                       | Hajdu Tibor                          | Padlásszínház       |
| 2025/2026 | Kolozsi Angéla                                                     | A rút kiskacsa                           | ifjúsági színmű                                             | Hajdu Tibor                          | Kisfaludy Terem     |
| 2025/2026 | Erich Kästner                                                      | A két Lotti                              | ifjúsági színmű                                             | Fejes Szabolcs                       | Kisfaludy Terem     |
| 2025/2026 | Kszel Attila                                                       | A só                                     | ifjúsági színmű                                             | Kszel Attila                         | Kisfaludy Terem     |

## Nevezetes színészek, akik itt léptek színre

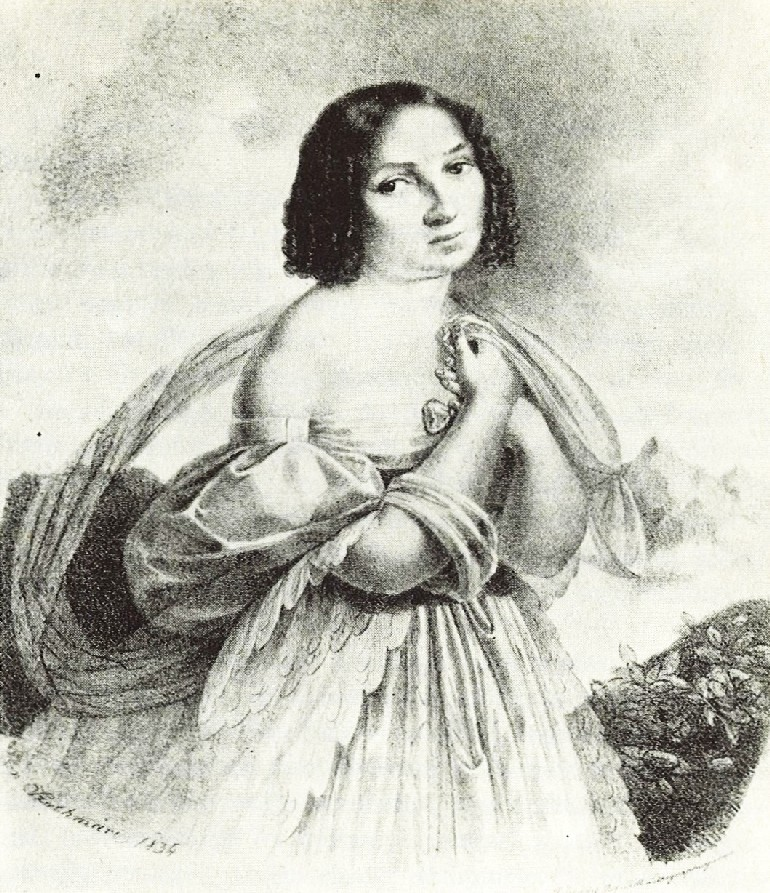
Déryné Széppataki Róza
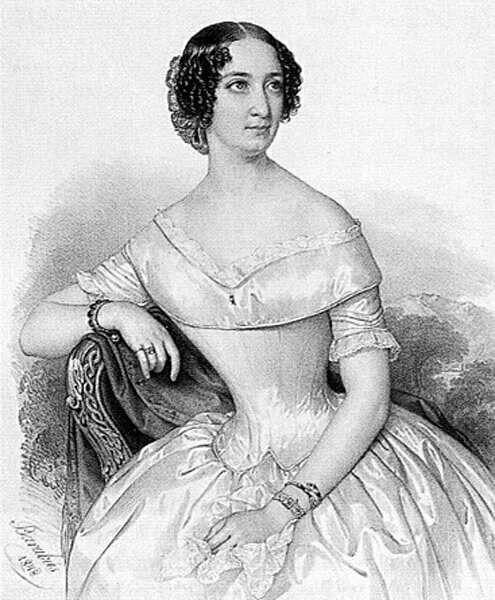
Laborfalvi Róza
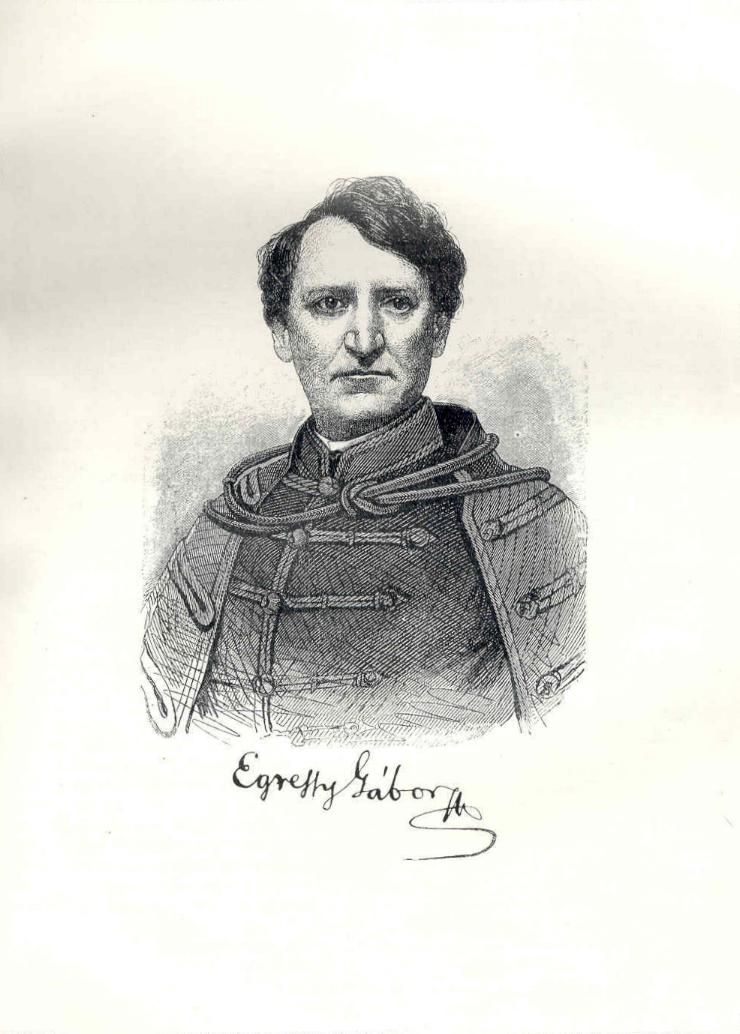
Egressy Gábor
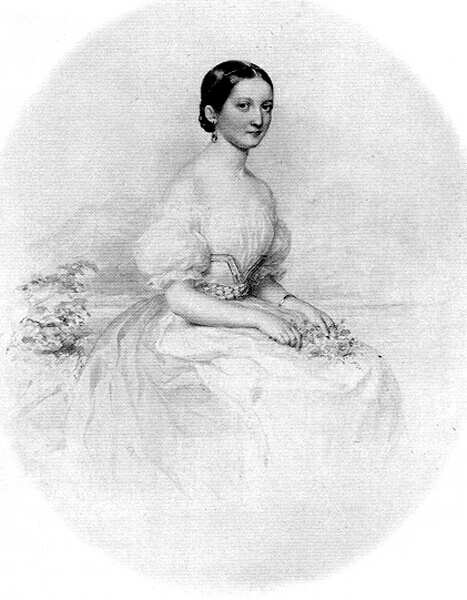
Prielle Kornélia
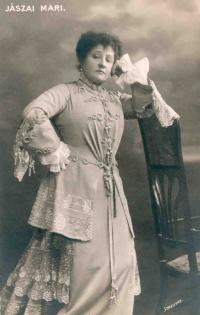
Jászai Mari
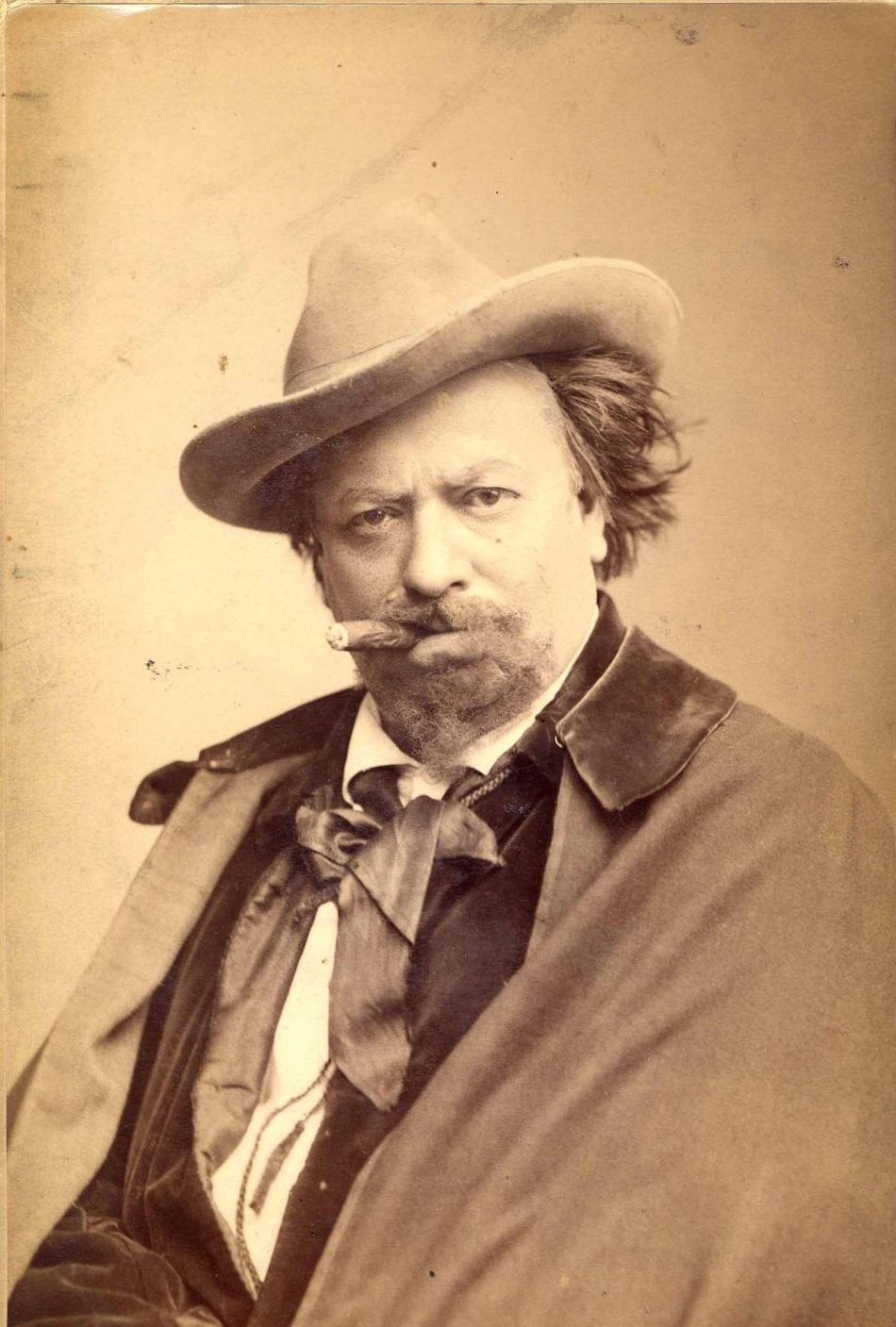
Újházy Ede
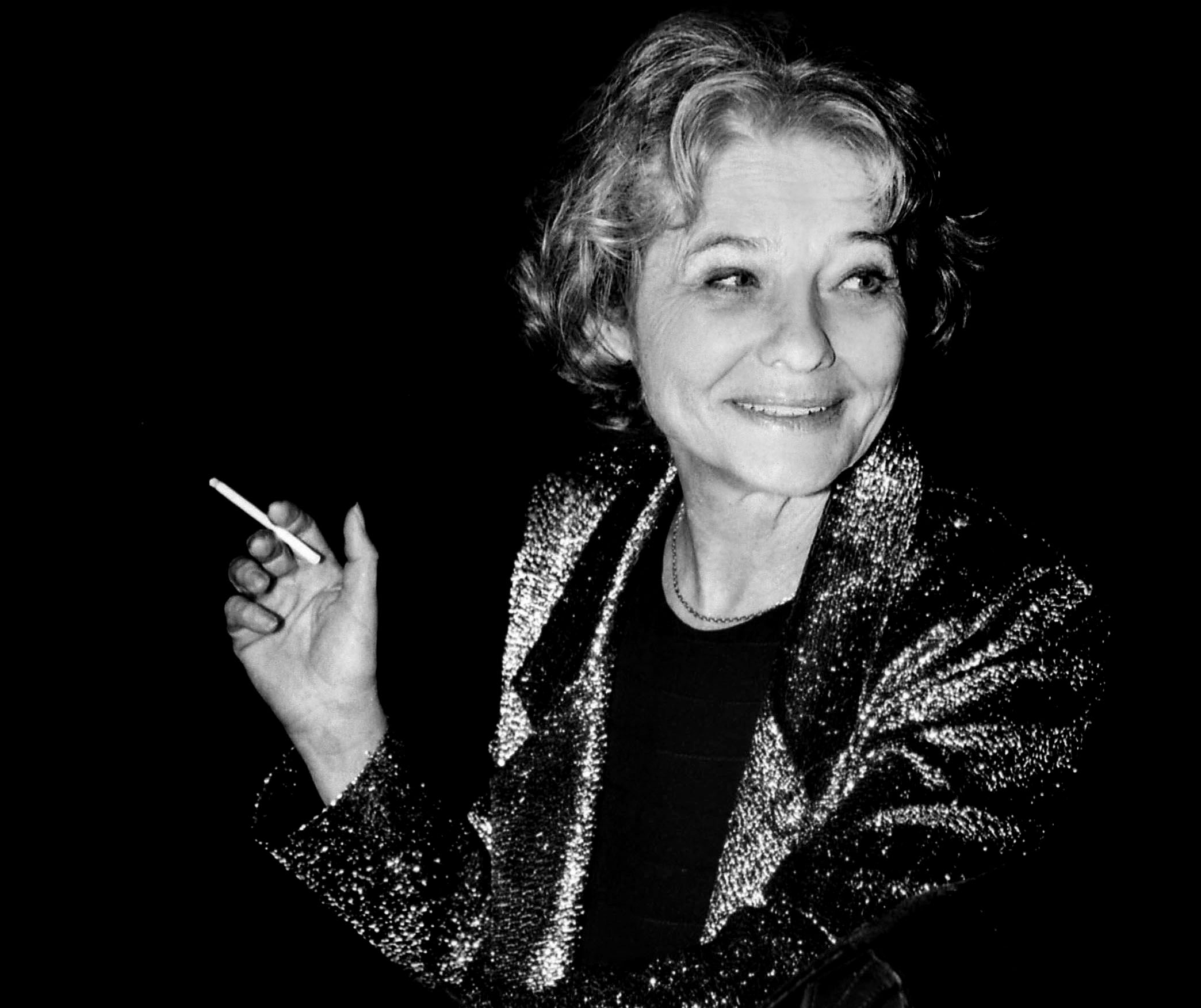
Törőcsik Mari
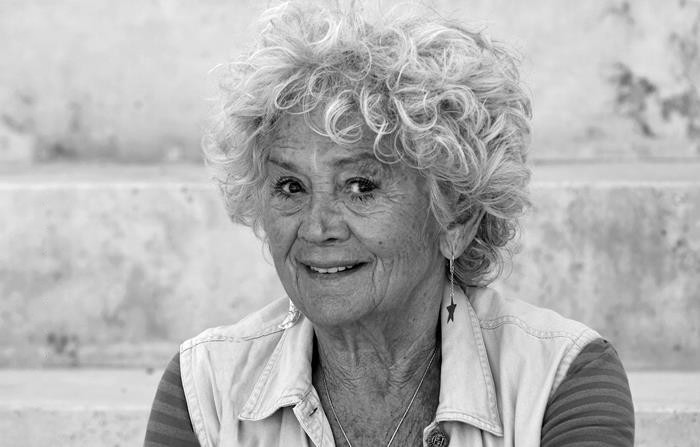
Margitai Ági
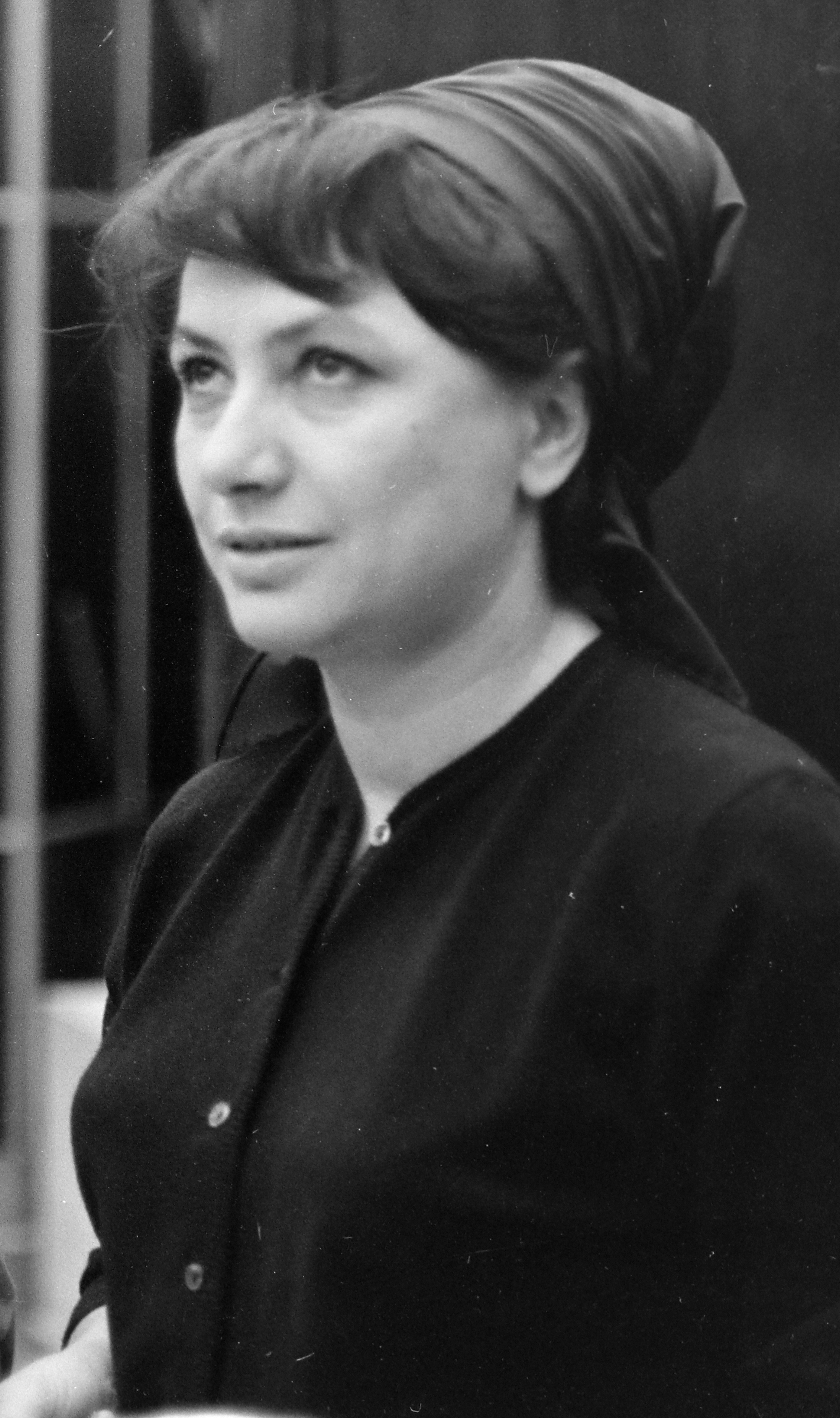
Berek Kati
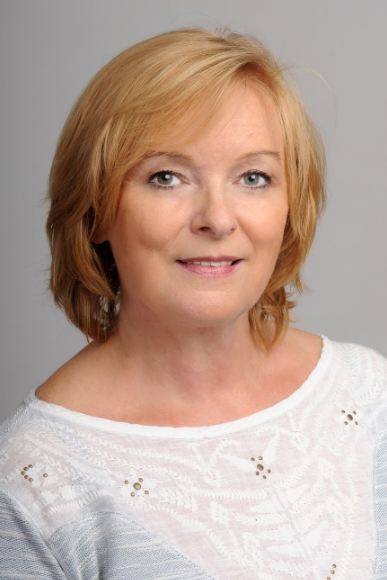
Kubik Anna
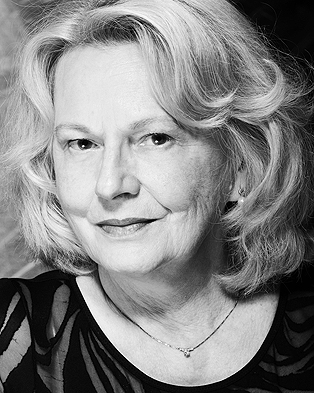
Gyöngyössy Katalin
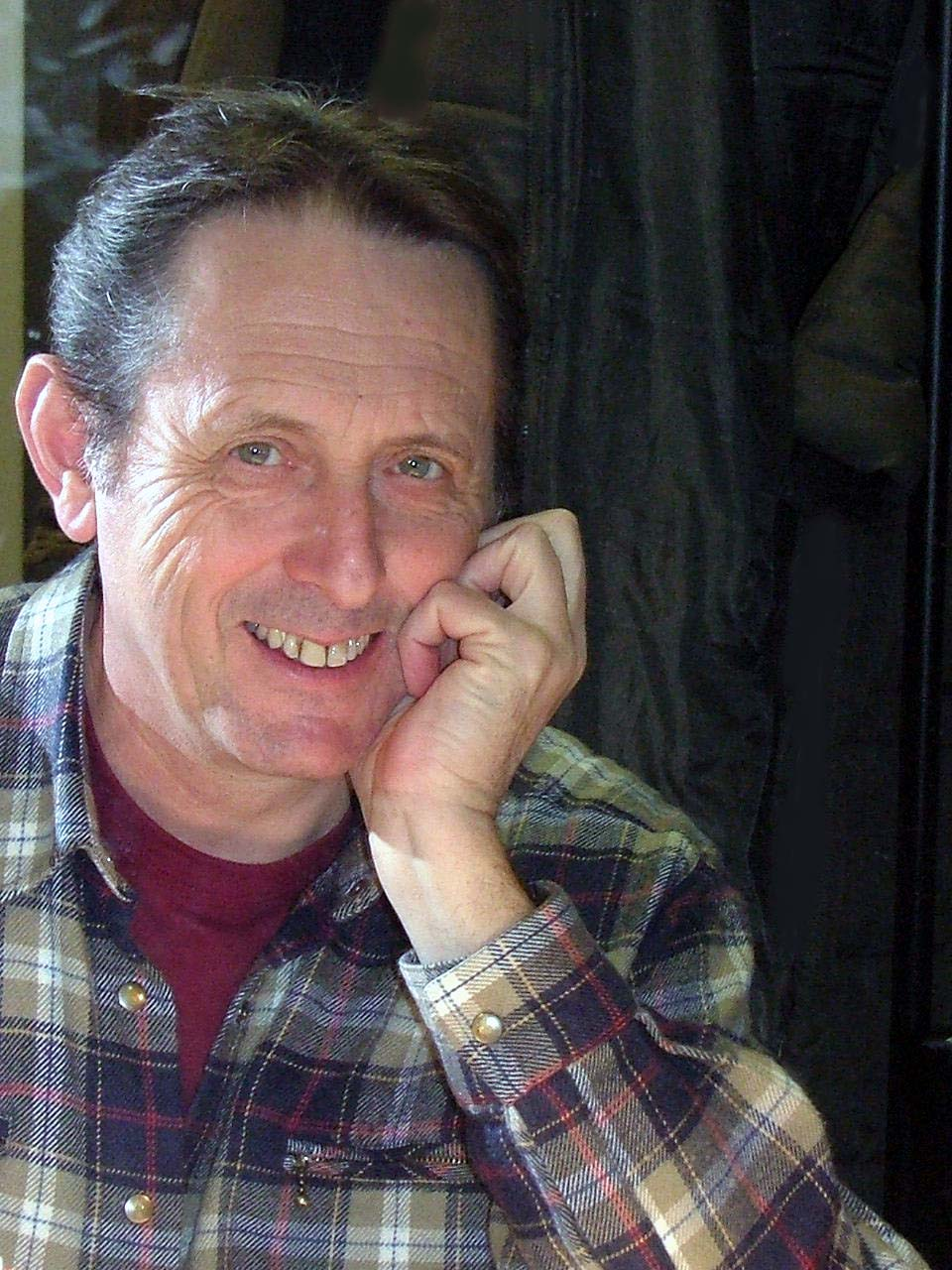
Dunai Tamás
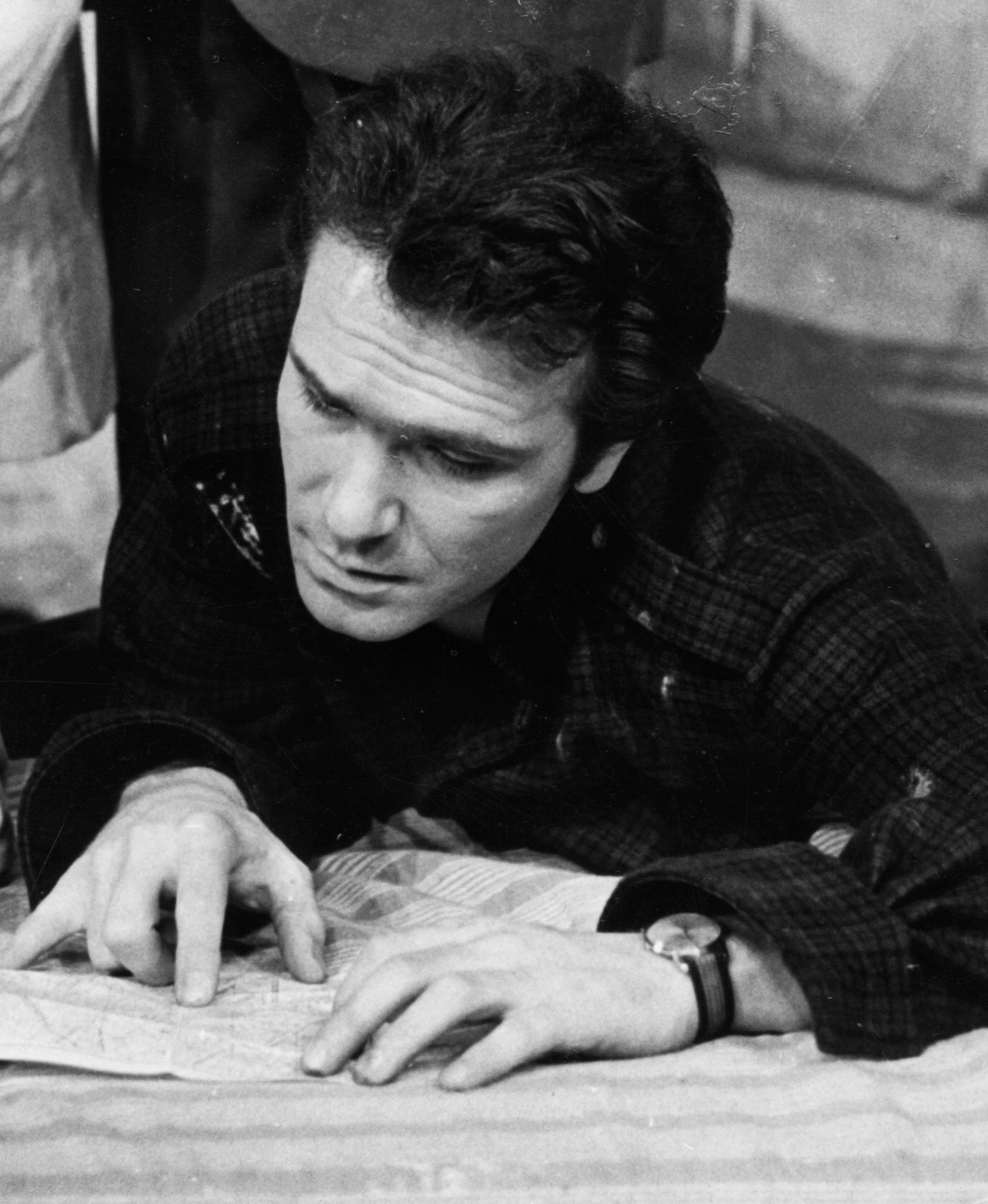
Tordy Géza
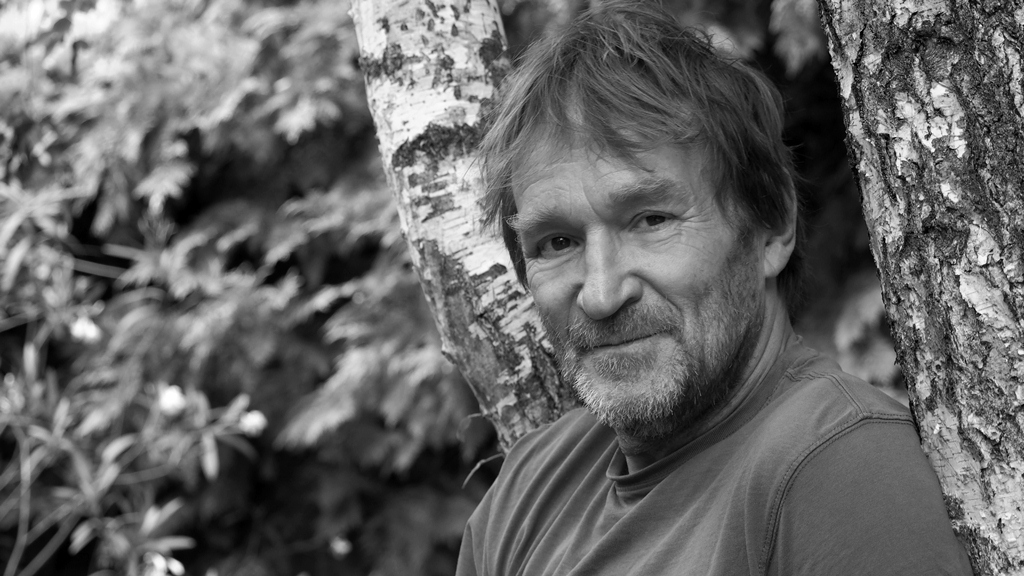
Cserhalmi György
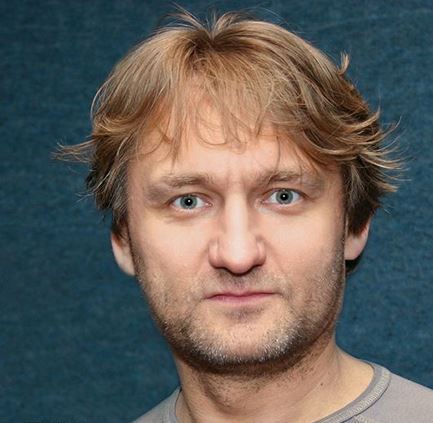
Kaszás Attila
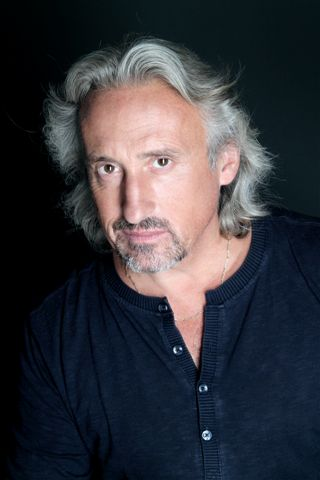
Sasvári Sándor
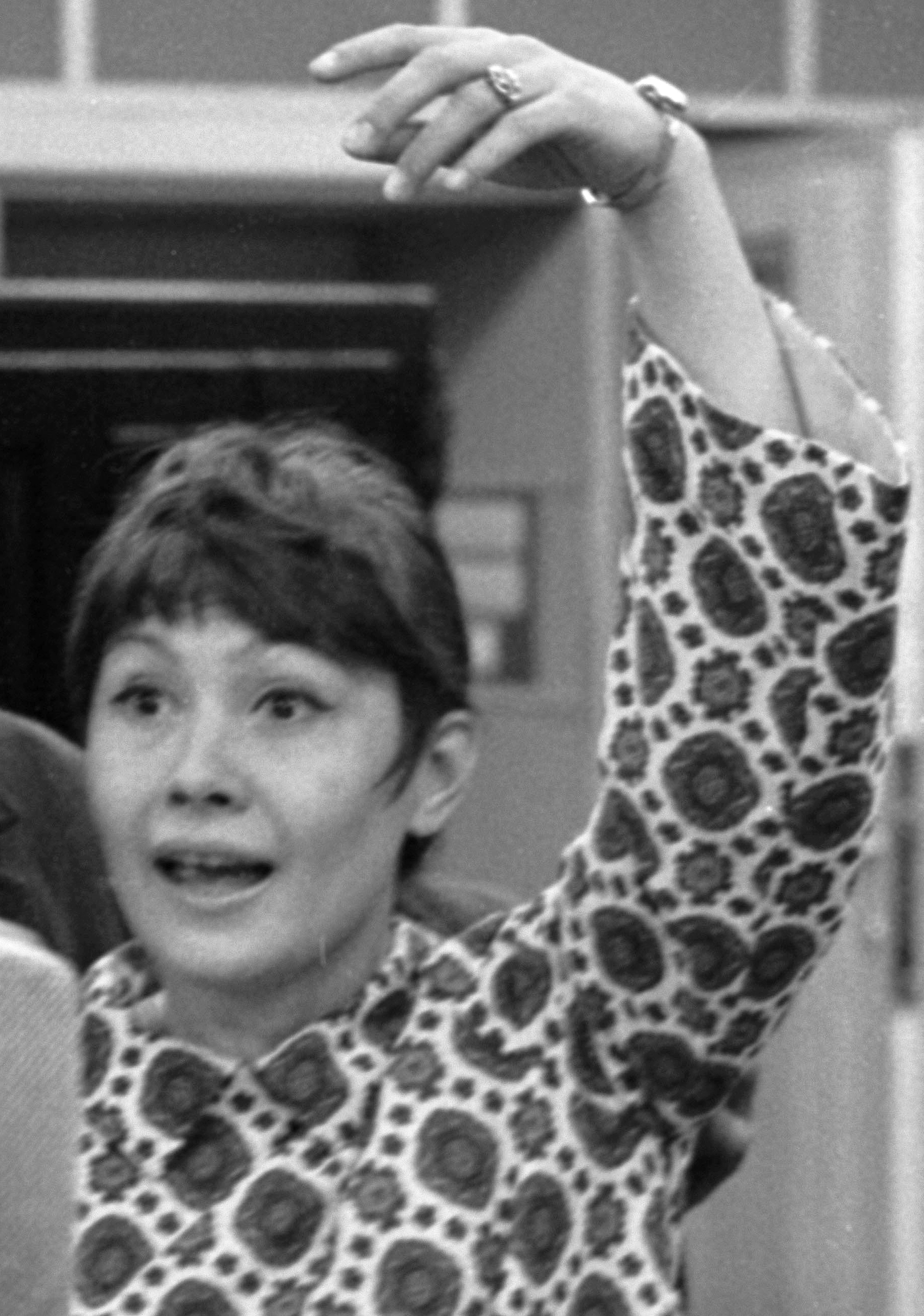
Galambos Erzsi
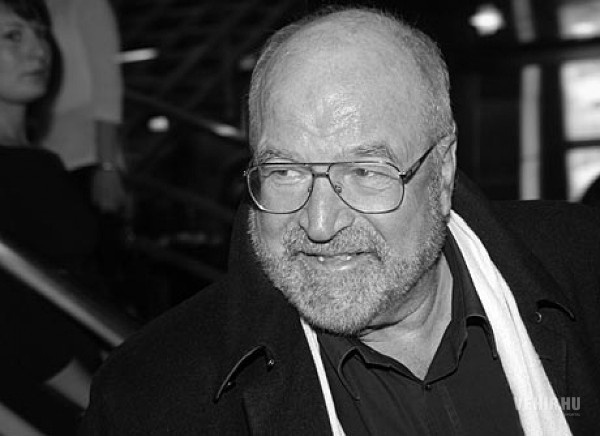
Bujtor István
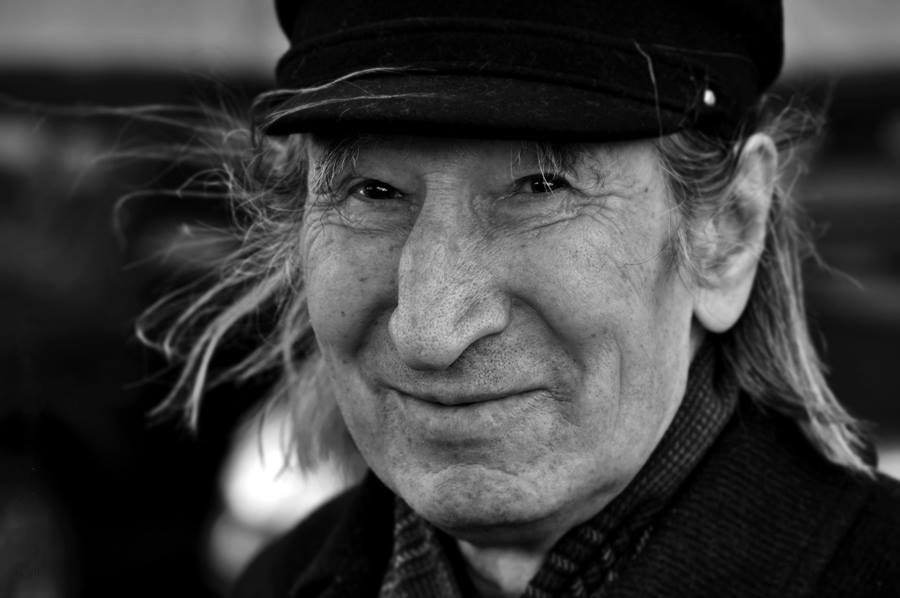
Szilágyi István (színművész)
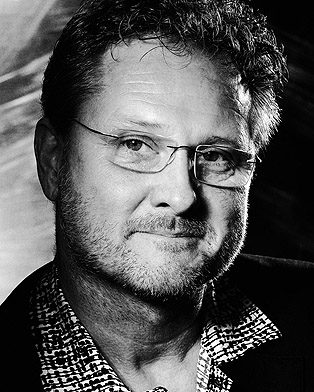
Forgács Péter

Csak felsorolásszerűen a legismertebb színészek, akik Győrben játszottak vagy rendszeresen vendégszerepeltek:
- Laborfalvi Róza,
- Megyeri Károly,
- Egressy Gábor aki rendszeresen vendégszerepelt,
- Prielle Kornélia 1853 a győri társulat tagja,
- Paulay Ede itt volt pályakezdő,
- Blaha Lujza,
- Jászai Mari 1866-ban lépett színpadra,
- Ujházy Ede,
- Márkus Emilia,
- Beregi Oszkár 1905-ben vendégszerepelt.

## Az „új” színház
Az MSZMP Győr-Sopron megyei Politikai Bizottsága 1964-ben tárgyalta a megye kulturális helyzetét. Ekkor egy 600-700 fős új színház felépítéséről határozott. A hely kijelölése után, a terület előkészítése az 1967. évben indult meg. Az új színház építését 1973-ban kezdték el és 1978. november 2-án avatták fel. Az építőmesteri és épületgépészeti munkák kivitelezője a Győr megyei Állami Építőipari Vállalat, a színpadtechnikai munkáké pedig a Rába Magyar Vagon- és Gépgyár volt.
A színház épületének egy része az 1537 és 1575 között épült, majd az 1830-as tűzvész pusztítását követően lebontott várfal alapjaira, másik része a várárok területére került. Felépítményében a színház főtömege adja meg az épület karakterét. Ez magában foglalja a főszínpadot, az egyetlen székmezőből álló 700 főt befogadó nézőteret és az előcsarnokot a ruhatárral és a büfével. Az épület főtömegét körülölelő két oldaltömegben egy-egy oldalszínpad és díszletraktárak, felettük balett-terem illetve próbaszínpad, alattuk pedig műhelyek, raktárak, a személyzet szociális helyiségei helyezkednek el. A hátsó tömegben kaptak helyet a színész öltözők és igazgatási helyiségek, műhelyek és raktárak.
Az épület burkolása részben az esztétikus megjelenés, a fokozott időtállási követelmény biztosítására, a szürkésfehér görög márványlapokkal készült hőszigetelő réteg aláhelyezésével. Az északi és a déli oldal falán egyenként 55 x 10 méteres non figuratív, op-art Victor Vasarely kerámiából készült képzőművészeti alkotás szemlélhető meg. Az előcsarnok és a foyer padló, a lépcsők carrarai márványburkolatot kaptak. A büfé és a dohányzó falait összefogó mahagóni színfurnirozott burkolatára két hangsúlyos porcelánra festett mű került, melyet Szász Endre alkotott és Hollóházán készült.
A színpadtechnikai berendezés multifunkcionális célú, ezért a tervezéskor a színpadér széles határok közötti változtathatóságát tűzte ki. A kábeltető lehetővé tette az előfüggöny tetszőleges elhelyezését, így a zsinórpadlás díszletezésének nagyobb flexibilitását. A zenekari árok a beépített két részes süllyesztőberendezés és négy kiegyenlítőpódium segítségével gépi úton állítható át a főszínpad szerves részévé. A beállítás változataival biztosíthatók:
- zenekar különböző nagyságrendű kialakítása,
- teljes értékű főszínpad használata,
- a beépített forgószínpad előretolása a vasfüggönyig (azaz a nézőtér első soráig),
- az előszínpad lépcsőzetes kialakításával a nézőtér és a főszínpad egyesítése és közvetlen átjárhatósága rendezői célok vagy más rendezvények lehetőségeire (ünnepség, énekkar) tekintettel.

A színpadrendszer főbb méretei:
- a főszínpad szélessége 22 méter,
- mélysége 24 méter,
- az oldalszínpad szélessége, 15 és fél méter,
- mélysége jobb oldali 15 méter, bal oldali 19 méter,
- az oldalszínpadok belmagassága 8 méter.

A gépészeti berendezések elektromechanikusan, a vasfüggöny elektrohidraulikusan működnek. A világítási tornyok, a portálhíd, az előfüggöny berendezés, a zenekari süllyesztő pódiumok, a forgószínpadi kazetta és a kiegyenlítőpódiumok a Wiener Brückenbau A. G. gyártmánya.
Általában minden épületgépészeti rendszer automatizált. A színpad tűzvédelmére sprinkler hálózat szolgál, amelynek vízellátása a színpadtoronyban elhelyezett víztárolókból és szivattyúkból egyaránt biztosítható.
2009-ben 145 millió forint értékben végeztek felújítást a Győri Nemzeti Színházban: nézőtér, székek és az előterek rekonstrukciója, új fények és hangosítóberendezések.
A győri Győri Nemzeti Színházba a 2008–2009-es évadban 128 283 -an látogattak el, s ezzel a hatodik helyet foglalta el négy neves fővárosi és a miskolci színház mögött egy országos látogatottsági felmérés szerint.
2018-ban eredményes pályáztatás után számoltak be arról, hogy az épület teljes felújításon fog átesni. A beruházás 2019 őszétől 2021 őszéig tartott volna. Ezidő alatt a társulat a helyi Olimpiai Sportparkban játszott volna. 2019-ben Borkai Zsolt polgármester lemondása után, az újonnan megválasztott Dézsi Csaba András 2020-ban már a projekt teljes leállításáról beszélt, valamit a színház épületének lebontása mellett érvelt. Egy a Medián által készített kutatás azonban azt mutatta, hogy a győri lakosság ellenzi az épület lebontását.